# ブルーカラー

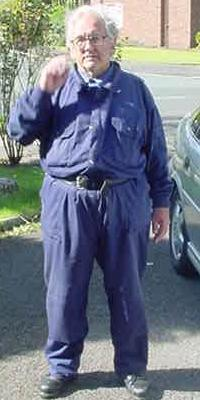
青いつなぎ（ボイラースーツ）姿の男性

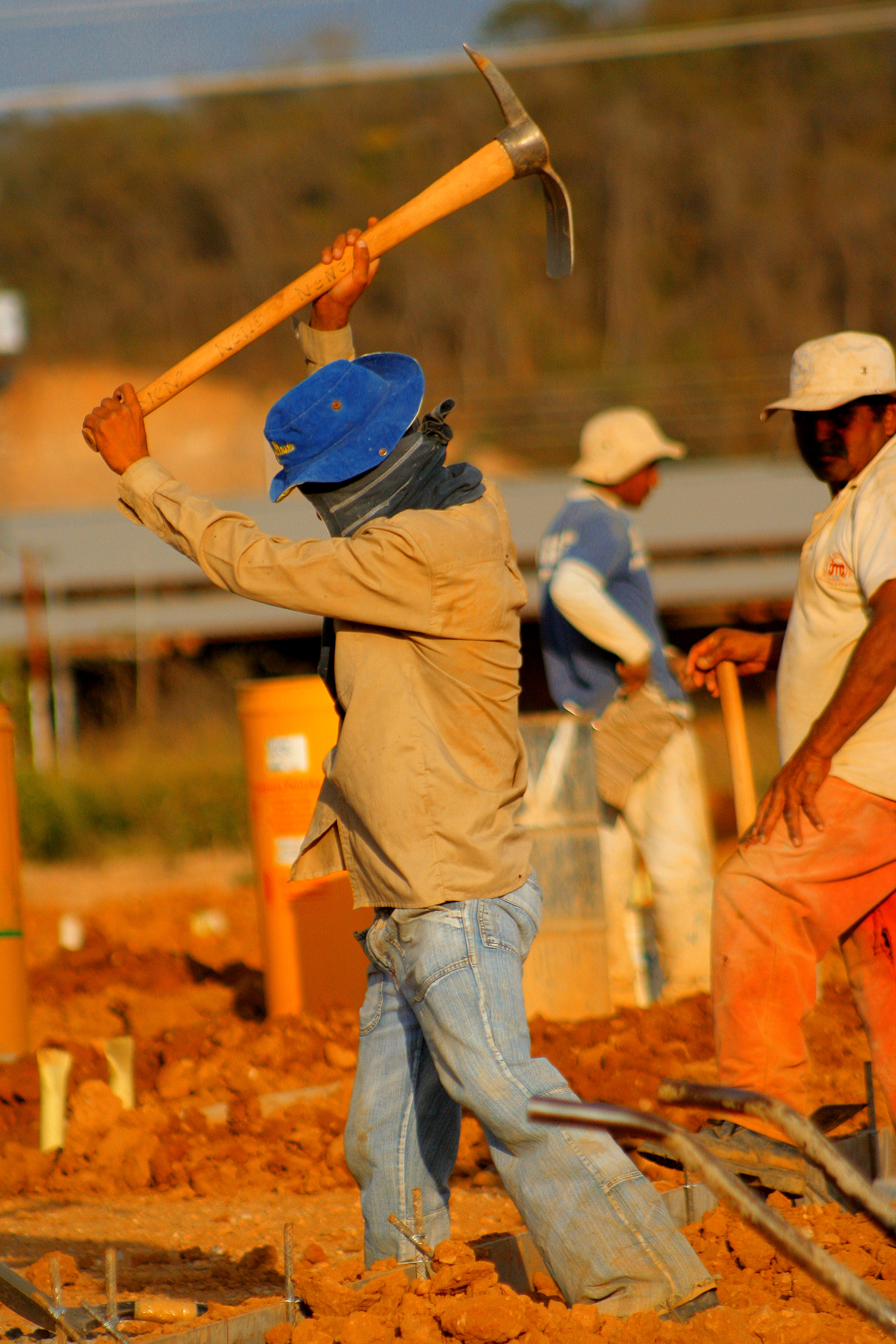
働く肉体労働者（ベネズエラのバルキシメト）

ブルーカラー（英語: blue-collar; blue-collar workers, blue collar workers）とは、賃金労働者のうち、主に製造業・建設業・鉱業・農業・林業・漁業などの業種の生産現場で生産工程・現場作業に直接従事する労働者を指す概念である。広くは技能系や作業系の職種一般に従事する労働者で、肉体労働を特徴とする。対義語はホワイトカラー。
ブルーカラーは「青い襟」の意で、肉体労働に従事する労働者の制服や作業服の襟などが青系であったことがその語源となったといわれる。

## 概要
雇用者から提供される制服や作業服の襟色に青が多いことに由来する。職種としては、土木・建築関係（土工・鳶職）や、ビルメンテナンス、警備員、運輸・倉庫・工員（組み立て作業員、溶接工、旋盤工、塗装工など）・メカニックエンジニア（整備工、修理工、広義の技術者）など多岐にわたるが、狭義では特に「ものづくり」（製造業）の作業に直接携わる工員を指す場合もある。青い藍染めには防虫効果や汗への消臭効果があって昔から広く使われていた。
その一方で、プログラマや営業職などは、外見は「ホワイトカラー」の格好であるにもかかわらず、仕事のスケールやコストが土木などと同様の人月計算による日数と必要人数の掛け算という単純な数式によって算出されており、情報技術業界自体が元請企業であるITゼネコンが下請企業を支配し、仕事と責任を丸投げする産業構造であり、建設・土木業界によく似た多層式かつ労働集約型の古色蒼然とした色彩になっている。その末端で従事する従業員は「デジタル土方」と揶揄されるほどにサービス残業（長時間労働）で肉体・精神の両面で大きな負担を負う苛酷な環境で労働していることなどから、ブルーカラーと見なす人も存在する。
また、「ブルーカラー」という語は「中卒（低学歴）でもできる仕事」「頭が悪くて勉強ができないために仕方なく体を使って働く人間」といった下賎なイメージで見られやすい（→3K、3D）ため、差別用語ではないかという人もいるが、一部の職業には国家資格を取得しないと就職不可能なものも存在し、冷戦時代のソ連や東欧のように、体を使う工員を高貴と見る国も少なからず存在し、アメリカにおいても西部開拓時代に現場で農業や林業を営んでいた先祖たちの精神を「フロンティアスピリッツ」として崇めている面がある。イギリス人も人口の8割が現場のワーキングクラスであるが、それを誇りにしているブルーカラーの人々もいる。そのため、一概に差別用語とは言えない（→レッドネック）。
「青系の制服・作業服」であるが、機械油や塗料、埃などの汚れが避けられないため、汚れが目立たないよう青や黒や灰色などの暗い色が好まれる傾向にあった。一方、特に家電・電子機器・半導体の組み立てなど、埃の飛散が許されないデリケートな環境（クリーンルーム）では、労働者の心理的な環境に配慮し、明るいパステルカラーの作業着を採用していることもあって、必ずしも青や黒や灰色の服装であるとは限らない。

## 国・地域による差異の例
一般的にブルーカラーとされる溶接工も、中学校か高校を卒業後、見習い期間を通過すれば溶接工の指導や育成にも当たるようになるため、一概に単純な現場作業といいきれなくなり、独立して社長になればスーツを着用する必要も発生しうる。アメリカのホワイトカラーの定義には管理者も入るため、この場合も社長はホワイトカラーとみなすが、イギリスの定義では大学を卒業した技術者はホワイトカラーで、高卒の技術者はブルーカラーなのでこの社長はブルーカラーになる。

### 日本
リクルート社の発行する現業系・技能系職種専門の求人情報誌『ガテン』の求人情報に掲載されている職種であることから、俗にガテン（系）（がてんけい）とも呼ばれる。なおこの「ガテン」とは「合点がいく」という言葉に由来している。
長時間労働や残業や休日出勤を日常的に強いられるため、帰宅しても「飯、浴、寝」しかできず、余暇で学ぶ「人、本、旅」がままならないとの意見がある。ブルーカラーが設計や商品開発に参加できないとの意見もある。他人が描いた見取り図を組み立てる「ジグソーパズル型」能力ばかりが重視され、自分で見取り図を描いて組み立てる「レゴ型」能力が軽視される。